# Cecilia Cubas
Cecilia Mariana Cubas Gusinky (Asunción, 14 de enero de 1973-Ñemby, 13 de noviembre de 2004 ) fue una empresaria paraguaya, hija del expresidente de Paraguay, Raúl Cubas Grau, y de la empresaria y exsenadora, Mirtha Gusinky. Alcanzó mayor notoriedad a nivel nacional tras haber sido secuestrada en 2004, conmocionando al país.
Cecilia fue secuestrada entre la tarde y la noche del 21 de septiembre de 2004 por un grupo armado de ideología de izquierda, compuesto en parte por miembros del Partido Patria Libre (antecesor del actual EPP), quienes la interceptaron cerca de su domicilio en el barrio Laguna Grande de Fernando de la Mora.
Su cadáver fue hallado sin vida el 16 de febrero de 2005, luego de casi cinco meses de cautiverio, en un sótano tapiado (túnel subterráneo) de una vivienda ubicada en la calle Las Palmas 342, en el barrio Mbocayaty de Ñemby.
Cuando fue encontrado, su cuerpo ya llevaba entre 30 y 60 días de fallecido. Anteriormente según el estado de descomposición, se dedujo que fue asesinada en la noche de Navidad de 2004, tras haber sido sedada con tabletas de disomnilán y luego enterrada viva en el túnel de la «casa del horror» en Ñemby. Adicionalmente, algunos medios periodísticos informaron que Cecilia se encontraba embarazada, producto de una violación perpetrada por uno o varios de sus secuestradores.

## Secuestro

### Circunstancias del secuestro
El 21 de septiembre de 2004, aproximadamente a las 18:45, Cecilia Cubas fue interceptada a escasos metros de su residencia en el barrio Laguna Grande de Fernando de la Mora. Al girar sobre la calle Coronel Machuca, un automóvil Volkswagen Santana azul bloqueó su trayectoria, mientras que un Ford Escort rojo cerró su paso por detrás.
Testigos presenciales informaron que al menos cinco individuos armados perpetraron el ataque, efectuando 26 disparos contra el vehículo de la víctima, impactando en la carrocería, el parabrisas, los faros y los neumáticos. Uno de los secuestradores utilizó un martillo de metal para fracturar la ventana del acompañante, accediendo al interior del vehículo y reduciendo a Cubas. Posteriormente, la trasladaron a la fuerza al Volkswagen Santana, abandonando en el lugar su camioneta y el Ford Escort, que presentaba signos de colisión.
Horas después, el automóvil en el que se la llevaron fue hallado abandonado sobre la calle Blas Garay, a pocos metros de la Ruta Nacional 2, en el kilómetro 8. Desde allí, los secuestradores trasladaron a la víctima a una camioneta Ford Ranger blanca y la condujeron hasta una vivienda ubicada en la calle Las Palmas 342, en el barrio Mbocayaty de Ñemby.
Pocas horas después del secuestro, Diana Sosa, amiga de Cecilia, recibió la primera comunicación telefónica de los captores. En la llamada, un hombre con acento campesino confirmó que Cecilia estaba en su poder y que establecerían contacto nuevamente.

### Pruebas de vida y negociación del rescate
Desde la noche del secuestro, la familia de Cecilia comenzó a recibir llamadas en las que se les indicaba la ubicación de diversas «pruebas de vida». Estas consistían en fotografías de la víctima sosteniendo periódicos con fechas visibles y cartas manuscritas. Los secuestradores empleaban un lenguaje en clave, refiriéndose a Cecilia como «la fruta». En uno de los correos electrónicos enviados a la familia Cubas, se advertía: 
«No creo que la fruta pueda aguantar más tiempo, recuerde que ya se está pudriendo».
El 13 de noviembre de 2004, la familia realizó un primer y único pago de rescate de USD 300 mil en una zona rural del Departamento de Caaguazú. Sin embargo, la liberación de Cecilia no se concretó, ya que los captores consideraron el pago como una «multa» por el trato que recibieron por parte de la familia.
Semanas después, los secuestradores exigieron el pago de USD 3 millones y establecieron como condición que la respuesta se difundiera en los noticieros del Canal 13, Telefuturo y SNT. Esta fue la última comunicación que mantuvieron con la familia.

### Hallazgo del cuerpo y consecuencias
El 16 de febrero de 2005, en horas de la mañana, la fiscal antisecuestro Sandra Quiñónez —quien había sido apartada de la investigación— ordenó el allanamiento de la vivienda en la calle Las Palmas 342, en el barrio Mbocayaty de Ñemby. Según la fiscal, la diligencia tenía como finalidad verificar si la propiedad había sido utilizada en la filmación de un video relacionado con una supuesta práctica de secuestro, incautado en 2003 en una residencia del barrio Miraflores de San Lorenzo.
En un primer momento, la inspección no reveló hallazgos significativos. Sin embargo, los investigadores identificaron un área con un piso de cemento recientemente colocado que, al ser golpeado, producía un sonido hueco. Al proceder a su remoción, emergió un fuerte hedor, inicialmente atribuido a la humedad del subsuelo, pero que luego se identificó como la descomposición de un cuerpo.
Entrada la noche, con una multitud congregada en los alrededores y los medios de comunicación transmitiendo en vivo, se extrajo el cadáver de una mujer del interior de una fosa subterránea. El informe forense confirmó que se trataba de Cecilia Cubas, quien, según las estimaciones, había fallecido entre 30 y 60 días antes del hallazgo.
Las pericias forenses determinaron que la víctima fue sedada con tabletas de disomnilan y posteriormente enterrada viva en el sótano tapiado de la vivienda. Informaciones periodísticas señalaron que al momento del secuestro se encontraba embarazada, producto de abusos sexuales perpetrados por uno o más de sus captores.
Veinte personas fueron condenadas a 35 años de prisión por su participación en el secuestro y asesinato. No obstante, los principales autores materiales continúan prófugos. Varios de los implicados pasaron a integrar el Ejército del Pueblo Paraguayo (EPP), organización guerrillera fundada en 2008 y activa en el norte del país. Posteriormente, se estableció que los secuestradores recibieron asesoramiento del grupo insurgente colombiano FARC y que miembros de la Policía Nacional de Paraguay estuvieron involucrados en el crimen.

### Investigaciones y revelaciones posteriores
Desde noviembre de 2004, existían indicios de que Cecilia podría haber estado retenida en la «casa del horror» —nombre con el que se identificó la propiedad en Ñemby—. Se reveló que un agente policial había filmado la vivienda en diciembre de 2004, pero la información no fue reportada a sus superiores, sino transmitida a un círculo reducido de personas. Entre ellas se encontraba un sacerdote local, quien fue advertido por una feligresa sobre movimientos sospechosos en el lugar.
Asimismo, se determinó que la propiedad figuraba a nombre de un ciudadano indígena de apellido Rojas, quien declaró desconocer la existencia del inmueble. Según su testimonio, en 1995 había empeñado su cédula de identidad a cambio de víveres en una despensa de Caaguazú. Posteriormente, se confirmó que su firma fue falsificada para la compra de la vivienda a finales de 2003.
Investigaciones posteriores también revelaron que los vehículos utilizados en el secuestro fueron adquiridos mediante documentación apócrifa. El Ford Escort rojo fue comprado con una cédula falsificada a nombre de Cristhian Manuel Rivas, un comerciante de mandioca del mercado de Hernandarias, quien había denunciado el extravío de su documento en agosto de 2003. Por su parte, el Volkswagen Santana azul había sido vendido a múltiples personas antes de ser empleado en el secuestro, lo que dificultó el rastreo de los responsables directos de su adquisición.